# Martin-Luther-Bund
Le Martin-Luther-Bund (fédération Martin Luther) est une œuvre missionnaire de l'Église protestante luthérienne unie d'Allemagne née en 1932 de la fusion d'associations luthériennes régionales, dont la première est fondée en 1853 par Ludwig Adolf Petri, Rudolf Steinmetz et Friedrich Münchmeyer à Hanovre. Il incombe à cette fédération de fournir un soutien financier et spirituel aux églises et congrégations luthériennes de la diaspora et de promouvoir des échanges théologiques avec ces églises.

## Histoire
Les racines du Bund résident dans le soutien aux émigrants luthériens (allemands) du XIXe siècle qui ont déménagé dans des régions où l'Église luthérienne n'était pas organisée. Le sud du Brésil est une destination importante de l'émigration allemande à partir de 1824 et se trouve dès lors au centre de l'attention, tout comme les communautés d'Europe de l'Est et d'Asie centrale, avec lesquelles le Bund entretenait des contacts étroits avant même la dislocation de l'URSS.

## Organisation
Le Bund est organisé en Allemagne en douze branches et un groupe de travail: Bade, Bavière, Brunswick, Hambourg, Hanovre, Lippe, Lübeck-Lauenburg, Oldenburg, Saxe, Schaumburg-Lippe, Schleswig-Holstein et Wurtemberg; le trois filiales de l'Église du Nord: Hambourg, Lübeck-Lauenburg et Schleswig-Holstein constituent un groupe de travail nommé Martin-Luther-Bund in der Ev.-luth. Kirche in Norddeutschland (Fédération Martin Luther dans l'Église protestante luthérienne du Nord). L'assemblée fédérale se réunit chaque année.
Le siège central de la fédération se trouve à Erlangen et son secrétaire général est depuis 2016 Michael Hübner. Le président de 2008 à février 2015 du conseil supérieur est Hans-Martin Weill, évêque régional de Ratisbonne. Rudolf Keller occupe ce poste de mars 2015 à décembre 2016, puis à partir de janvier 2017 l'évêque luthérien de Saxe, Carsten Rentzing.
Les associations Martin-Luther ont aussi des antennes en Autriche, en Suisse et au Liechtenstein, aux Pays-Bas, en France, en Hongrie, en Tchéquie, en Slovaquie, en Afrique du Sud, en Namibie, au Brésil et au Chili.
L'association coordonne étroitement son travail avec le Gustav-Adolf-Werk de l'Église protestante en Allemagne.

## Publications
- Lutherische Kirche in der Welt: Jahrbuch des Martin-Luther-Bundes 17.1970(1969)ff. (prédécesseur: Jahrbuch des Martin-Luther-Bundes 1.1946-16.1969(1968))
- Lutherischer Dienst 1.1965ff. (trimestriel)